# Crowley Thoth Tarot

Eine dieser Darstellung ähnliche Abbildung einer thelemischen Version des Rosenkreuzes des Hermetic Order of the Golden Dawn ist auf der Rückseite der Karten des Thoth-Tarots abgebildet.

Das Crowley Thoth Tarot ist ein von dem englischen Okkultisten Aleister Crowley konzipiertes und von der Künstlerin Frieda Harris ausgeführtes Tarot-Deck. Es ist eines der meistverbreiteten und meistverkauften Tarot-Decks weltweit.

## Geschichte
Crowley befasste sich praktisch sein ganzes Leben mit dem Tarot, von seiner Hinwendung zum Okkultismus und der Aufnahme in den Hermetic Order of the Golden Dawn 1898 bis zu seinem Tod 1947. Vor allem auf den Einfluss Samuel Liddell Mathers zurückgehend, war das Tarot ein integraler Bestandteil der Lehren des Golden Dawn und die Mitglieder des Ordens waren gehalten, eigene Tarotkarten zu entwerfen und auszuführen. Ein entsprechendes Deck von Crowleys Hand ist nicht bekannt. Dennoch beschäftigte sich Crowley auch nach seinem Ausscheiden aus dem Golden Dawn intensiv mit dem Tarot, was an zwei Schriften erkennbar ist, die er 1912 in seiner Zeitschrift The Equinox veröffentlichte.
Die erste, Liber Arcanorum ton Atu tou Tahuti, Liber 231 in der Crowleyschen Buchzählung, ist ein relativ kurzer, aus mehreren Teilen bestehender, vorwiegend magisch-kabbalistischer Text mit einigen tabellarischen Zusammenstellungen von Entsprechungen und einem Notes by H. Fra. P. [= Frater Perdurabo = Crowley] 4°=7□ on the R.O.T.A [i.e. das Tarot] betitelten Text, der auf 1899 datiert ist, also die erste Zeit von Crowleys Mitgliedschaft im Golden Dawn. 
Der zweite Text, A Description of the Cards of the Tarot with their Attributions, ist wesentlich länger und weist bereits zahlreiche Übereinstimmungen mit dem Jahrzehnte später erschienenen Tarot-Buch Crowleys auf. Das ist insofern wenig erstaunlich, als dieser Text die Tarot-Lehren des Golden Dawn wiedergibt, welche die Basis für Crowleys Interpretation des Tarot bilden.
Schließlich begann er zusammen mit Frieda Harris 1937 mit der Arbeit an einem Tarot-Deck und einem entsprechenden Text, dem Book of Thoth, das 1944 in London erschien. Eine Implikation dieser lebenslangen Beschäftigung ist, dass Ikonografie und Deutung der Karten auf das engste verwoben ist mit dem von Crowley entwickelten magisch-esoterischen System, das heute meist mit dem Begriff Thelema bezeichnet wird.
Das Thoth Deck und das Book of Thoth werden als Summe der esoterischen Lehren Crowleys und als sein Hauptwerk betrachtet. Crowleys Liber AL vel Legis mag vom Einfluss auf Crowleys Entwicklung her und in der Wirkung bedeutender sein, Crowley selbst betrachtete dieses Werk jedoch nicht als eigene Schrift, sondern als Resultat göttlicher Inspiration. Ebenso ist das Liber 777, eine Zusammenstellung esoterischer Entsprechungen, an der Crowley immer wieder gearbeitet hat und die nach seinem Tod weiter modifiziert und ergänzt wurde, sicher eine der wichtigsten Schriften Crowley mit starken Einflüssen auf die moderne praktische Magie, sie weist aber selbst starke Bezüge zum Book of Thoth auf – und umgekehrt, so dass diese beiden Schriften Crowleys sich eigentlich ergänzen.

## Ausgaben
Die erste gedruckte Abbildung der Karten erschien in Crowleys Book of Thoth 1944. Dieses enthielt neben Schwarz-Weiß-Abbildungen des kompletten Satzes sechs farbige Abbildungen der Karten, zudem wurde von den bereits existierende Druckplatten eine kleine Testserie gezogen, die Crowley an Freunde und eventuelle Geldgeber für den Druck der kompletten Serie verteilte. Bekanntlich ist es bis zu Crowleys Tod 1947 dazu nicht gekommen.
Eine erste Ausgabe des kompletten Satzes erschien, allerdings einfarbig, erst 1968, das sogenannte Sangreal One-color Tarot. Es basierte auf einfarbig reproduzierten Fotografien der Abbildungen des Book of Thoth. Bereits bei dieser Ausgabe wiesen die Karten das für Tarotkarten ungewöhnlich große Format 140 × 95 mm auf, das in folgenden Ausgaben dann beibehalten wurde (die Gemälde von Harris messen 16,5" × 10,5" = 419 × 267 mm, es wurde also im Maßstab 1:3 verkleinert).
Die erste farbige Ausgabe erschien 1969. Grady Louis McMurtry, der „Caliph“ des O.T.O. mit dem Ordensnamen Hymenaeus Alpha, hatte Bildvorlagen und Rechte erworben, angeblich indem er Crowley 250 US-Dollar zahlte und die Karten mit einer 35-mm-Kamera fotografierte. Der Kartensatz erschien dann zugleich bei Llewellyn und Weiser, wobei die Großen Arkane noch keine hebräischen Buchstaben und alchemistischen Symbole zeigten, zudem waren die ersten Versionen fehlerhaft. Bis zum Ende der Beteiligung von Llewellyn an der Ausgabe wurden über 50.000 Kartensätze verkauft.
1978 erschien eine zweite Ausgabe bei Stuart R. Kaplans Verlag U. S. Games Systems. Für diese wurden neue Fotografien der ursprünglichen Gemälde angefertigt, die von Gerald Joseph Yorke inzwischen dem Warburg Institute in London übergeben worden waren. Außerdem wurden bei den Großen Arkana die Symbolbezeichnungen ergänzt und der in der Buchausgabe erscheinende dekorierte Kartenrand, der in der Ausgabe von 1968 fehlte, nun wieder reproduziert. Diese Ausgabe enthielt auch erstmals ein Begleitheft mit Aufsätzen von James Wasserman und Frieda Harris sowie einem Kommentar von Stuart R. Kaplan. Die Ausgabe ist bekannt als Green Deck, so benannt nach einem merklichen Grünstich der Karten, vor allem in den ersten Drucken. Das hatte bei diesen Greenies zur Folge, dass etwa beim Prince of Cups (Kelch-Ritter) statt der dem Element Wasser entsprechenden Farbe Blau der Körper des Ritters und die Wogen im Hintergrund in einem geradezu froschartigen Grün erscheinen.

Karte mit Crowleys Unikursalem Hexagramm

1986 erschien dann die erste von der Schweizer Spielkartenfabrik AGM AGMüller Urania produzierte Ausgabe (Swiss Thoth A). Zu diesem Zweck wurden die Originalgemälde erneut fotografiert und Druckvorlagen in den Originalen besser entsprechenden reichen, gesättigten Farben erstellt, weshalb diese Ausgabe als die originalgetreueste betrachtet wird. Zudem wurden erstmals zwei von Crowley verworfene Fassungen der Karte Der Magier dem Deck beigegeben. In späteren Ausgaben wurde auf diese Beigabe wieder verzichtet und wie schon in früheren Ausgaben wurde eine Karte mit Crowleys Unikursalem Hexagramm und eine mit Kontaktdaten des O.T.O. bedruckt. Zugleich wurde erstmals eine kleinere Ausgabe im Format 110 × 72 mm produziert.
1996 erschien eine weitere Ausgabe bei AGMüller (Swiss Tarot B), von der es nun drei Formate gab: die Standardgröße 140 × 95 mm, die kleinere Ausgabe auf 110 × 70 mm, und eine Pocket-size-Ausgabe auf 89 × 58 mm, also mit einem üblichen Spielkarten entsprechenden Format.
Die vorerst letzte Ausgabe erschien bei AGMüller 2008 nur in einer deutschen Version. Für die Aufnahmen wurden die Originalgemälde restauriert und ein erheblicher Aufwand wurde bei der Reprografie getrieben, um eine größtmögliche Farbtreue zu gewährleisten. Dies führte allerdings dazu, dass alterungsbedingte Veränderungen der Farben der Gemälde getreulich reproduziert wurden, wodurch die Farbsättigung der Karten deutlich geringer als in der Ausgabe von 1986 ist. Das Begleitbuch umfasst 152 Seiten und enthält ein Vorwort von Hymenaeus Beta, zwei bislang unveröffentlichte Essays von Frieda Harris und Auszüge aus Crowleys Schriften. Der Rand der Kartenrückseite, das Hexagramm und die Verpackung sind golden, weshalb diese Ausgabe Gold Deck genannt wird.
Die Ausgaben Swiss Tarot A und B wurden in den USA von U. S. Games Systems vertrieben, die Ausgabe von 2008 erschien nur bei AGMüller.
Übersicht der Ausgaben:
- Illustrationen in Crowley: The Book of Thoth. 1944. 78 Schwarzweiß- und 6 Farbreproduktionen.
- Sangreal Thoth Tarot. Simpson Printing Company, Dallas, Texas 1968 (monochrom; ca. 250 Exemplare; auch bekannt als Simpson-Dallas Deck).
- [Shambhala Deck]. Shambhala, Berkeley, CA 1968 (monochrom; nicht nachgewiesen).
- Thoth Tarot cards. Designed by Aleister Crowley. Artist executant: Frieda Harris. Llewellyn Publications, St. Paul, Minn. [1969]. 78 + 2 Karten (140 × 95 mm; bekannt als White Box A und B). Weitere Ausgabe: Hg. vom Ordo Templi Orientis. Weiser, New York 1969.
- Aleister Crowley Thoth Tarot. U.S. Games Systems, Stamford 1978 (bekannt als White Box C). Weitere Ausgabe: 1983, ISBN 0-913866-15-6.
- The Aleister Crowley Thoth Tarot. AGM AGMüller, Neuhausen am Rheinfall 1986, ISBN 3-905021-27-7 (bekannt als Swiss Thoth A oder Blue Box A).
- Aleister Crowley Thoth Tarot. AGM AGMüller, Neuhausen am Rheinfall 1996, ISBN 3-905021-60-9 (bekannt als Swiss Thoth B oder Blue Box B).
- Aleister Crowley Thoth Pocket Swiss Tarot Deck.  U.S. Games Systems, Stamford 2007, ISBN 978-1-57281-294-9.
- Original Aleister-Crowley-Toth-Tarot. AGM AGMüller Urania, Neuhausen am Rheinfall 2008, ISBN 978-3-86826-504-0 (Standardgröße, Pocket-size: ISBN 978-3-86826-503-3; bekannt als Gold Deck).